# Gex (videogioco)
Gex è un videogioco a piattaforme sviluppato da Crystal Dynamics per la console 3DO nel 1995, successivamente vennero pubblicate altre versioni per PlayStation, Sega Saturn e Microsoft Windows. È il primo dell'omonima serie e narra le avventure di un geco.

## Modalità di gioco
Si attraversa una serie di mondi:
- Gex combatte attraverso un mondo di Arti marziali pieno di Ninja, di samurai gecko, e sumo.
- nel cimitero Gex cambia dimensione attraverso i mezzi di informazione
- Gex finisce nei cartoni animati.
- Gex passa attraverso una fabbrica di imballaggio con la malaria e carnivori cannibali, trappole e ponti.

## Seguiti
- Gex: Enter the Gecko
- Gex 3: Deep Cover Gecko